# Тимуш (Ботошани)
Тимуш (рум. Timuș) насеље је у Румунији у округу Ботошани у општини Аврамени. Oпштина се налази на надморској висини од 127 m.

## Становништво
Према подацима из 2002. године у насељу је живело 431 становника, од којих су сви румунске националности.